# 张欢 (北魏)
张欢（？—？），后世因避讳高欢将他改名欣、劝，代人， 敦煌郡（今甘肃省敦煌市）人，北魏官员。

## 生平
普泰年间，张欢出任都督，追随尔朱世隆。韩陵之战后，普泰二年四月甲子（532年5月20日），斛斯椿命令弟弟斛斯元寿与张欢、长孙承业、贾显智等人率领骑兵袭击尔朱世隆和尔朱彦伯，将他们在洛阳阖闾门外斩首，张欢后因为功劳娶魏孝武帝的妹妹平原公主，出任驸马都尉、骠骑大将军、开府仪同三司、建州刺史，封南郑县伯。张欢的父亲张琼经常担忧忻的官位显赫，对亲近熟识的人说：“凡人的官职和爵位，不如不高不低，张欢位秩过高，这是我最大的忧虑。”张欢豪险放纵，贪婪残忍，对待平原公主无礼，又曾经杀死平原公主的婢女。平原公主大怒，向魏孝武帝申诉，魏孝武帝将张欢捉拿后杀死，时人认为张琼有先见之明。

## 其它
南京师范大学社会发展学院历史系讲师廖基添认为，《北齐书》将张欢娶公主事记于普泰年间，极易误导读者将张欢的“功”与张欢参与斛斯椿政变事联系起来。根据《张遵墓志》：“时以皇居未宁，心腹尚阻，□帝□外戚入侍紫帏，除尝药典御。俄除本国云州大中正。建明板荡，海水横流。”建明是长广王元晔年号，张遵业此前即以外戚身份“入侍紫帏”，当在魏孝庄帝时期。在击退元颢后，张琼转任汲郡太守，张欢与张遵业留在洛阳。当时，魏孝庄帝谋图尔朱荣，有意借助张欢兄弟的军力，所以将堂妹平原公主嫁给张欢。张欢于魏孝庄帝朝娶公主，直到魏孝武帝时期朝被杀，始终是魏孝庄帝、魏孝武帝极力拉拢的对象。凭借娶公主之荣，张欢的政治地位甚至超越其父张琼。在魏孝武帝朝，张欢官至“驸马都尉、大将军、开府仪同三司、建州刺史、南郑县伯”。案，“大将军”前疑有军号脱落。至533年二月，其父张琼的官爵为骠骑大将军、仪同三司、行唐县子。无论是位阶还是封爵，张欢都高于张琼。史言：“（张）琼常忧其太盛，每语亲识曰：‘凡人官爵，莫若处中，忻（欢）位秩太高，深为忧虑。’”张琼与其说是“忧其太盛”，不如说是忧其深陷于政治漩涡之中。《北齐书》、《北史》均称张欢因与公主感情不和而招致杀身之祸，实则还是因张欢不为魏孝武帝所用。

## 家庭

### 六世祖
- 张某，陵江将军[3]

### 高祖
- 张某，征东将军[3]

### 曾祖
- 张某，酒泉郡太守[3]

### 祖父
- 张某，征南将军、南蛮校尉[3]

### 父亲
- 张琼，东魏济青汾三州刺史、仪同三司，赠肆并云恒四州诸军事、恒州刺史、司徒公、大行台[3]

### 兄弟姐妹
- 张遵业，东魏平西将军、显州刺史、安固县子

## 延伸阅读
[在维基数据编辑]